# Eric Dutton
Eric Ogden Dutton (Chorlton-cum-Hardy, Gran Manchester, 1883 – Cheshire, 1968) va ser un jugador de lacrosse anglès que va competir a primers del segle xx. El 1908 va prendre part en els Jocs Olímpics de Londres, on guanyà la medalla de plata en la competició per equips de Lacrosse, com a membre de l'equip britànic.